# Stora Kroksjön (Asarums socken, Blekinge)
Stora Kroksjön är en sjö i Karlshamns kommun i Blekinge och ingår i Mieåns huvudavrinningsområde. Sjön är 24 meter djup, har en yta på 0,284 kvadratkilometer och befinner sig 53 meter över havet. Vid provfiske har abborre och mört fångats i sjön.

## Delavrinningsområde
Stora Kroksjön ingår i det delavrinningsområde (623588-144181) som SMHI kallar för Utloppet av Stora Kroksjön. Medelhöjden är 66 meter över havet och ytan är 1,96 kvadratkilometer. Räknas de 2 avrinningsområdena uppströms in blir den ackumulerade arean 3,3 kvadratkilometer. Vattendraget som avvattnar avrinningsområdet har biflödesordning 2, vilket innebär att vattnet flödar genom totalt 2 vattendrag innan det når havet efter 13 kilometer. Avrinningsområdet består mestadels av skog (61 %), öppen mark (12 %) och jordbruk (12 %). Avrinningsområdet har 0,28 kvadratkilometer vattenytor vilket ger det en sjöprocent på 14,5 %.